# 登り石垣
登り石垣（のぼりいしがき）は、豊臣秀吉の朝鮮出兵(文禄・慶長の役)の際、朝鮮半島の倭城の防備を固めるために採られた石垣普請の手法である。竪石垣（たていしがき）ともいう。

## 概要
文禄・慶長の役において、大名たちの侵攻の拠点として朝鮮半島に倭城が築かれ、その多くは日本からの補給口となる船着場を確保するため、海岸や河川に近いところであった。本丸と天守は見晴らしが良く防備の要となる小高い丘や山の上にあったが、兵の居住建物等は補給口に近い平地にあったので、その間の侵入を防ぐため、本丸と港を取り囲むように山腹の両側に日本式の石垣を築造した。これを登り石垣という。
山腹からの敵の進入を防ぐという考え方は中国の万里の長城に通じるものであるものの、戦闘員保護のための局地的なものだった。また、築城の形体はほとんど平山城であり、曲輪の形態としては連郭式、梯郭式、輪廓式などがあった。
なお、日本軍の撤兵後、天守や櫓は破壊されたか破損して消滅したが、登り石垣も含めて天守台その他の石垣はほとんど現存している。ただし、城によっては、石垣の角部数箇所が破壊されている。もっとも長大な登り石垣は熊川城（東に突き出た半島の城）にあり、山頂の本丸の北側の登り石垣の麓までの長さは600 m、南側が400 mである。
近年、中国・朝鮮半島・日本の築城交流史をうかがえる貴重な遺構として、韓国でも調査・研究が進んでいる。

## 日本の状況

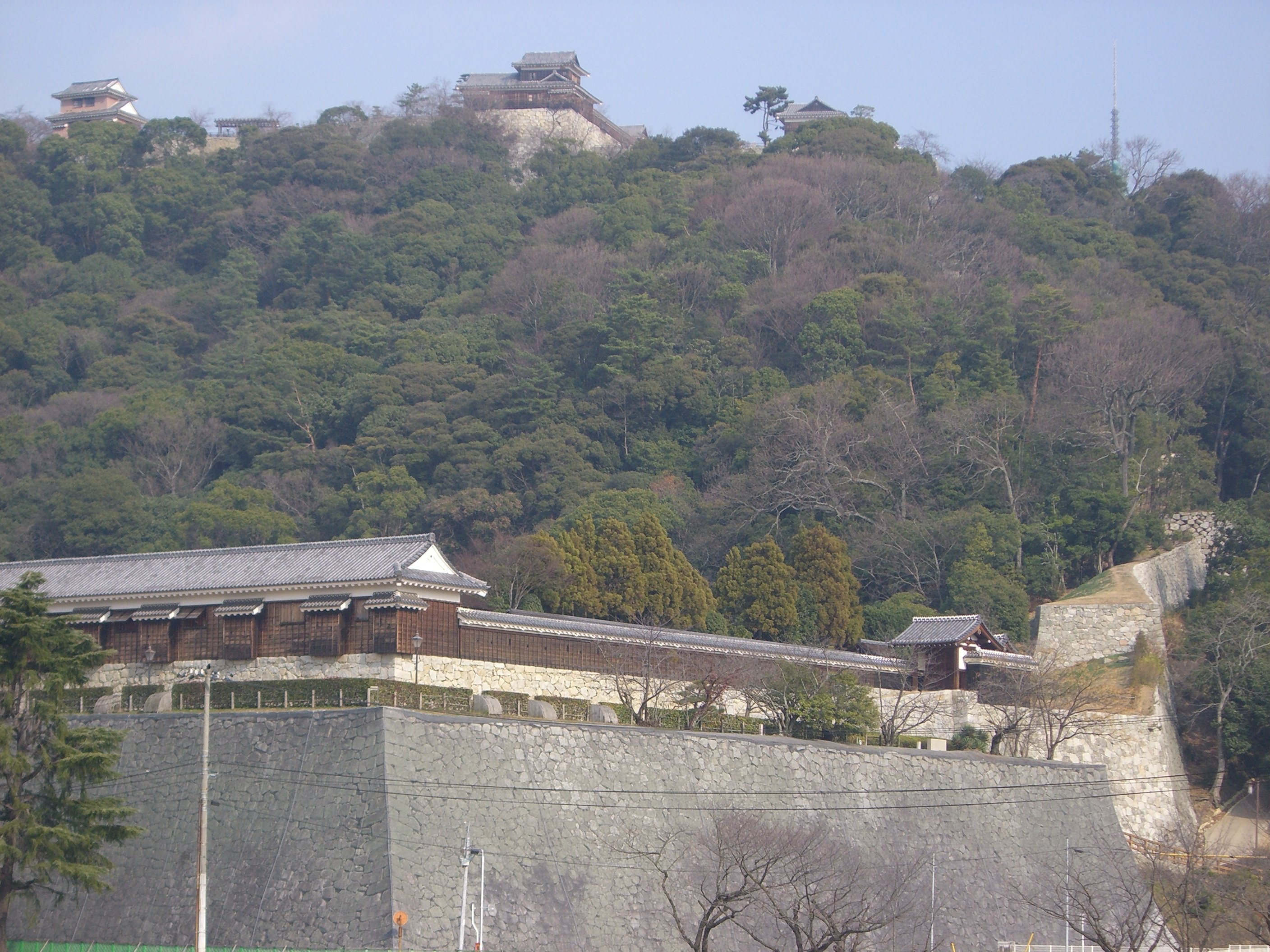
麓の二之丸（史跡庭園）と本丸（山頂）の間を結ぶ「登り石垣」（右側）がある松山城

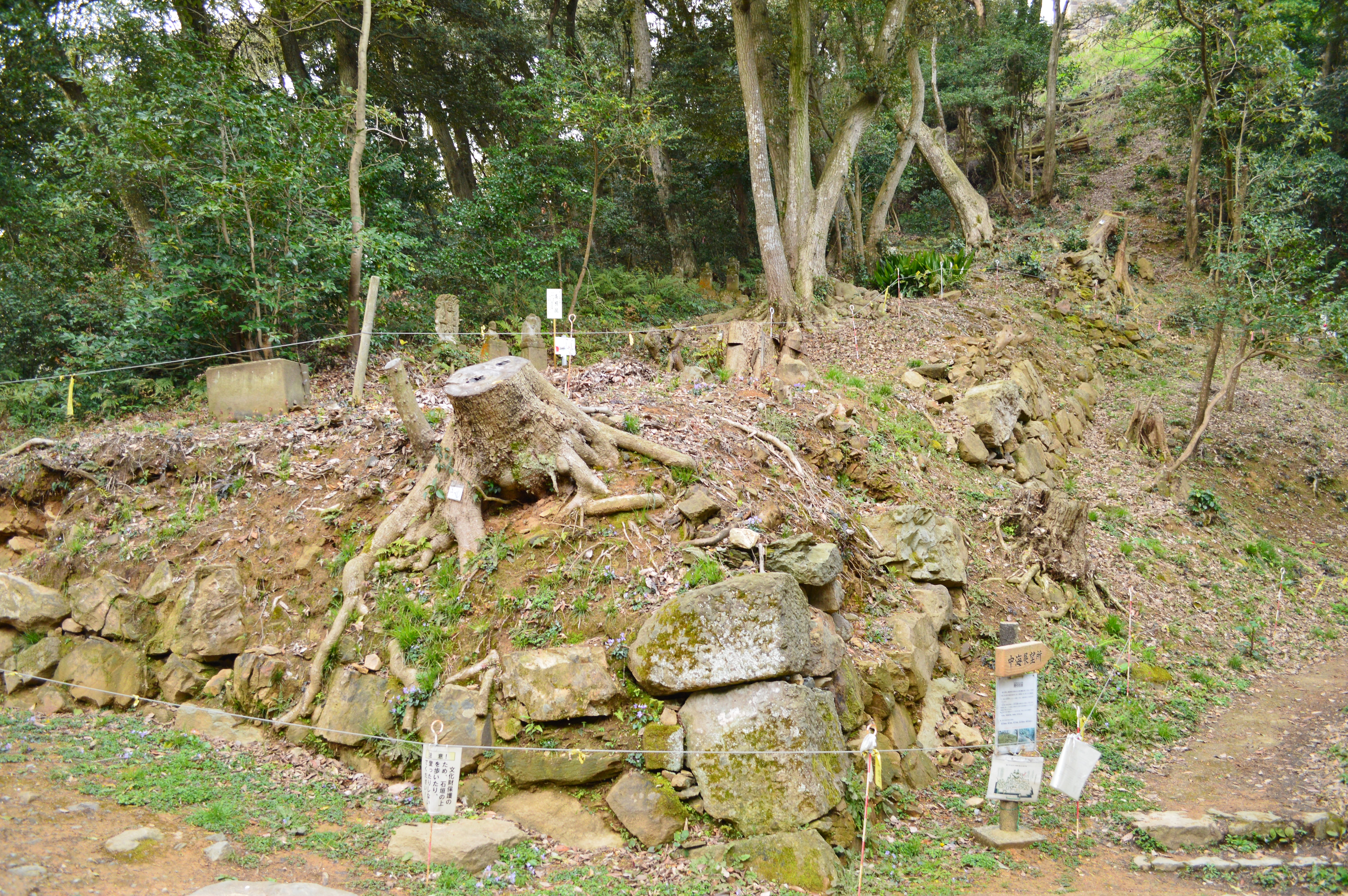
米子城の登り石垣

安骨浦城にいた加藤嘉明や脇坂安治など朝鮮半島から帰国した大名が、国内での築城や改修の際、その手法を用いたとされるが、一国一城令や明治維新前後に破却された城郭が多く、登り石垣の歴史的過程については、築かれた箇所などを含め、まだ充分に解明されていない。
松山城
1602年から加藤嘉明が築城を開始した際、国内最大級の登り石垣を築いたが、明治維新前後に北側の部分は何らかの理由で取り壊されており、南側のみ完全な状態で保存されている。
彦根城
1603年から幕府普請により築城が開始された際、登り石垣が築かれており、現在まで良好な形で保存されている。ただし本来の山上と山麓の曲輪を繋ぐためではなく、山腹の移動を妨げる竪堀の発展形を意図して築かれた。
洲本城
脇坂安治が石垣を大改修した際、登り石垣を設けているが、一国一城令で破却されたこともあり、遺構としての石垣の保存状態はあまり良くはない。
竹田城
北千畳曲輪の北西部、下方尾根部に残存する。
米子城
米子城絵図に描かれた登り石垣が、本丸北西側、内膳丸の御門から遠見櫓北東隅部にかけて確認された。平成28年度に 登り石垣の発掘調査が行われたが、築城初期の吉川広家時代に造られた可能性が高いと推測される。

### 中世城郭の登り石垣
上記の城の時代より遡る中世城郭にも、登り石垣状の遺構が存在した。
熊城
山梨県甲府市。戦国大名武田氏の本拠である躑躅ヶ崎館の背後にある要害山城の東側をガードするように築かれた城であるが、登り石垣状の遺構が存在する。
尼巌城
長野県長野市。川中島の戦いに関連する山城とされるが、主郭から南東の尾根の竪堀に付随して登り石垣状の遺構がある。なお、破却によって崩され竪堀内に残石が投棄された状態になっている。
祢津城
長野県東御市。地元の祢津氏代々の居城である山城。山麓部を囲い込むように長大な二重竪堀が設けられ、その内側に登り石垣状の遺構がある。